# Tegena
Tegena is een geslacht van vlinders van de familie visstaartjes (Nolidae).

## Soorten
- T. aprepta D.S. Fletcher, 1961
- T. steeleae D.S. Fletcher, 1961